# Coleoblatta henrardi
Coleoblatta henrardi är en kackerlacksart som beskrevs av Hanitsch 1950. Coleoblatta henrardi ingår i släktet Coleoblatta och familjen jättekackerlackor. Inga underarter finns listade i Catalogue of Life.